# Dictame de Crète
Origanum dictamnus
Pour les articles homonymes, voir Dictame.
Espèce
Statut de conservation UICN

 NT  : Quasi menacé
Le Dictame de Crète (du nom binominal Origanum dictamnus ou Origanum creticum) est une espèce de plantes à fleurs de la famille des Lamiacées. C'est une plante herbacée vivace originaire de Crète, une île grecque de la mer Égée. En Grec, elle est appelée Δίκταμο (díktamo) et en dialecte crétois Έρωντας (erontas ou erodas, "amour"), Στοματόχορτο "herbe pour l'estomac" ou μαλλιαρό χόρτο "herbe laineuse", Σταματόχορτο "herbe coagulante".
Le Dictame de Crète est parfois confondu avec le dictame blanc, Dictamnus albus, plante herbacée xérophile de la famille des Rutacées.

## Description
Le Dictame de Crète est un arbrisseau vivace pouvant atteindre 30 cm de haut qui pousse à l'état sauvage sur les montagnes de Crète.
Le Dictame de Crète pousse dans les zones rocheuses d'une altitude de 0-1 500 m avec une exposition très ensoleillée, il peut résister à des températures de - 10 degrés.
Ces plantes ne supportent pas l'humidité du sol et de l'air.
Les tiges ligneuses portent de petites feuilles argentées et veloutées, arrondies et cotonneuses ainsi que des épis d'inflorescences penchés vers le bas. Les plantes fleurissent de mai à août. Les graines sont rares et la plante est cultivée par bouturage.
Les feuilles portent sur leur surface des poils glandulaires dans lesquels est produite l'huile essentielle.

## Étymologie
De dictamnus ; du grec ancien "δίκταμνον", plante sauvage originaire du mont Mont Dicté en Crète.

## Histoire
Les premières représentations du dictame datent de 1 500 av. J.C. dans une fresque située sur le mur d'un palais Minoen.
Premier antiseptique en usage externe cité dans les tablettes en linéaire B circa 1 300 av. J.-C., le dictame est connu par les peuples de l'Antiquité, de Grèce et d'Égypte (d'où il était exporté) pour ses vertus médicinales.
Dans De la nature de la femme d'Hippocrate, il est recommandé de « boire dans de l'eau gros comme une obole de dictame de Crète » pour "provoquer la sortie du chorion et les règles".
La littérature médicale antique prescrit le dictame en infusion pour les maux d'estomac, les problèmes intestinaux, les grossesses à risque et les menstruations douloureuses. En utilisation externe il sert d'antiseptique et de coagulant.
Aristote dans Histoire des animaux chapitre VII écrit : « On prétend que les chèvres sauvages de Crète, quand elles sont percées d'une flèche, se mettent à chercher le dictame qui paraît avoir la propriété de faire sortir le fer de la plaie ».
Dans le livre XII de l'Énéide, Virgile décrit l'extraction d'une flèche et l'utilisation du dictame comme antiseptique.
Pedanius Dioscoride né vers 40 apr. J.-C. décrit dans De materia medica l'utilisation du dictame.
William Turner, le père de la botanique anglaise le décrit au XVIe siècle : une plante qu'il n'a jamais vue pousser mais qui est disponible chez les apothicaires de Venise et d'Anvers.
Il fait partie des plantes dont la culture est recommandée dans les domaines royaux par Charlemagne dans le capitulaire De Villis (fin du VIIIe ou début du IXe siècle).
Au Moyen-Âge le dictame faisait partie du cadeau de fiançailles des femmes crétoises. Selon la tradition crétoise les jeunes hommes voulant se marier doivent grimper sur les falaises abruptes du mont Dictos pour en cueillir et l'offrir à leur future épouse.[réf. nécessaire]
En France en 1930, le dictame fut utilisé avec d'autres plantes dans une préparation antidiarrhéique. La France fut un pays d'exportation du dictame à des fins pharmaceutiques jusqu'en 1936.
Le dictame sauvage est désormais protégé et sa cueillette réglementée par les lois de l'Union européenne. Le dictame est maintenant cultivé dans la région centrale et montagneuse de la Crète.

## Mythologie
La déesse grecque Aphrodite soigne les blessures de son fils Énée avec du dictame. Elle se soigne elle-même avec du dictame pour faciliter sa grossesse lorsqu'elle est enceinte d'Hermaphrodite sur le mont Ida de Troade.
Zeus, roi des dieux de l'Olympe, est sauvé d'une mort certaine par sa mère Rhéa. Elle accouche en Crète dans l'Antre Dictéen (La grotte de Psychro, dans le Lassithi) et y cache son enfant. En remerciement Zeus offrit le dictame aux Crétois.
Le dictame fut appelé "artemidion" dans l'Antiquité, en l'honneur de la déesse Artémis qui pouvait faire guérir les plaies de flèches si elle le désirait.
La déesse crétoise de l'accouchement, Eilytheiia, (Ειλυθειία) portait la couronne de dictame, lien direct entre l'usage de la plante et l'accouchement.

## Propriétés principales
Le dictame, comme son cousin l'origan, a des propriétés antiseptiques.
Il est toujours utilisé en Grèce sous forme d'infusion pour les rhumes, les infections buccales et dentaires, les problèmes de digestion, les ménorrhées, le diabète, l'obésité, les problèmes rénaux et hépatiques.
Il est aussi appliqué en cataplasme pour les maux de tête, les rhumatismes et sur les plaies.
Les principes actifs de l'huile essentielle de dictame sont : camphre (stimulant, décongestionnant, antiseptique, antispasmodique), carvacrol (analgésique, anti-inflammatoire, antiseptique, bactéricide, expectorant, fongicide, vermifuge), cédrol, linalol, p-cymol, pinène (bactéricide, expectorant, fongicide), ainsi que des tannins, (bactéricide, antiviral, antiulcéreux, antitumoral).
Une autre étude indique différents composants : carvacrol, thymol (antioxydants), p-cymène (analgésique, bactéricide, vermifuge), et γ-Terpinène, (insectifuge) 
Une étude de 2007 met en avant les propriétés anticancéreuses de l'acide ursolique contenu dans les feuilles.

## Autres utilisations
L'huile essentielle de dictame est utilisée dans la conception du Martini dry, du Vermouth et en cosmétologie .

## Ésotérisme
Le dictame est utilisé depuis l'Antiquité comme encens divinatoire et pour visualiser les esprits.

## Traduction
- Anglais : Dittany of Crete, Hop Marjoram, Hop Plant
- Allemand : Diptamdosten, Kretadiptam, Dictamno, Kreta-Majoran[15]
- Italien : Origano di Creta, dittamo di Candia, dittamo Cretico[16]
- Grec : Δίκταμνο
- Turc : Mangirotu